# امور مالی شرکتی
امور مالی شرکتی بخشی از امور مالی است که با تأمین منابع وجه نقد و ساختار سرمایه شرکت‌ها و اقدامات مدیران در جهت افزایش ارزش حقوق صاحبان سهام شرکت و همچنین ابزارها و تحلیل‌های استفاده شده برای تخصیص منابع مالی سرو کار دارد. هدف اولیه مالی شرکتی، افزایش یا حداکثر کردن ارزش حقوق صاحبان سهام است. اگر چه مالی شرکتی قاعده ایی متفاوت از مدیریت مالی است که مدیریت مالی را در تمام شرکت‌ها مطالعه می‌کند، اما مفهوم اصلی مطالعهٔ مالی شرکتی در مشکلات مالی، ترجیحاً تنها در شرکت‌های سهامی قابل اجرا است.
تجزیه تحلیل سرمایه‌گذاری (یا بودجه بندی سرمایه ایی) درارتباط با تنظیم معیارهایی است که مشخص می‌کند کدام پروژه دارای ارزش افزوده، باید وجوه سرمایه‌گذاری را دریافت کند، و اینکه برای تأمین مالی سرمایه‌گذاری از حقوق صاحبان سهام (انتشار سهام) استفاده کنیم یا بدهی. مدیریت سرمایه در گردش در واقع از طریق برقرار کردن تعادل بین دارایی و بدهی جاری، وجوه را در شرکت مدیریت می‌کند و تمرکزش بروی وجه نقد، موجودی کالا و بدهی‌های کوتاه مدت است که در واقع همان وام و استقراض کوتاه مدت می‌باشد.
همچنین واژهای مالی شرکتی ومدیر مالی با بانک‌های سرمایه‌گذاری در ارتباط هستند. نقش معمولی بانک‌های سرمایه‌گذاری این است که نیازهای مالی شرکت‌ها را ارزیابی کنند و بهترین سرمایه متناسب با آن نیاز را به وجود آورند. پس واژه‌های مالی شرکتی و مدیریت مالی شاید با معاملاتی که در آن سرمایه به منظور ایجاد توسعه، رشد یا کسب و کار مطرح است در ارتباط باشند. توسعه قانونی و نظارتی اخیر در ایالات متحده به احتمال زیاد آرایش گروه تنظیم کنندگان و مدیران مالی مایل به تنظیم و ارائه تأمین مالی برای معاملات خاص اهرمی بسیار شدید را تغییر خواهد داد.
مدیریت مالی با اقدامات مالی وحرفه حسابداری همپوشانی دارد. به هر حال حسابداری مالی، گزارش دهی اطلاعات مالی تاریخی است، حال آنکه مدیریت مالی به تخصیص سرمایه به منظور افزایش ارزش شرکت برای سهامداران توجه دارد.

## نمای کلی مالی شرکتی
اولین هدف مالی شرکتی حداکثرسازی یا افزایش مستمر ارزش سهامداران (حقوق صاحبان سهام) است. برای حداکثر کردن ثروت سهامداران مدیران نیاز دارند که بین بودجه سرمایه ای و سرمایه‌گذاری در پروژه‌هایی که در بلند مدت سودآوری شرکت را افزایش می‌دهند تعادل ایجاد کند و وجوه اضافی را به صورت سود نقدی به سهامداران پرداخت کند. مدیران شرکت‌های رشدی (برای مثال شرکتهایی که بازدهی بالایی از سرمایه‌گذاری‌های خود کسب می‌کنند) از سرمایه و وجوه بیشتری بروی سرمایه‌گذاری‌ها و پروژه‌ها استفاده می‌کنند تا اینکه شرکت عملیات و کسب کار را در آینده به‌طور مستمر ادامه دهد. وقتی که شرکت‌ها در صنعت خود به مرحله بلوغ می‌رسند (برای مثال شرکتهایی که بازدهی سرمایه‌گذاری آن‌ها متوسط یا پایین است) مدیران در این شرکت‌ها از وجوه مازاد برای پرداخت سود نقدی به سهامداران استفاده می‌کنند. مدیران باید به منظور تخصیص مناسب منابع سرمایه و وجوه مازاد بین پروژه‌ها و سهامداران و همچنین پرداخت بدهی‌ها دست به تجزیه و تحلیل بزنند (یعنی آیا پرداخت به سهامداران بهتر است یا سرمایه‌گذاری در پروژه‌ها؟ یا می‌توان گفت چه میزان در پروژه سرمایه‌گذاری شود؟ چه میزان به صورت سود نقدی پرداخت شود ؟)
انتخاب بین پروژه‌های سرمایه‌گذاری بر اساس معیارهای مختلف صورت خواهد گرفت. (۱) مدیریت شرکت به دنبال این است که از طریق سرمایه‌گذاری بروی پروژهایی که با استفاده از نرخ تنزیل مناسب نسبت به ریسک، دارای ارزش فعلی خالص مثبت هستند ارزش را حداکثر کند. (۲) این پروژه‌ها همچنین باید به صورت مناسب تأمین مالی شوند. (۳) اگر برای شرکت رشد وجود نداشته باشد و به وجوه مازاد نیز نیاز نداشته باشد تئوری‌های مالی پیشنهاد می‌دهد که مدیریت باید قسمتی یا تمام وجوه مازاد را به سهامداران پرداخت کند .(برای مثال تقسیم سود نقدی).
برنامه‌ریزی ارزش افزوده از طریق سرمایه‌گذاری بودجه بروی پروژه‌های مالی بلند مدت و مؤثر بر ساختار سرمایه شرکت را بودجه بندی سرمایه ایی گویند. مدیریت باید منابع محدود شرکت را بین فرصت‌های رقابتی (پروژه‌ها) تخصیص دهد.
بودجه بندی سرمایه ایی همچنین در ارتباط است با تنظیم معیارهایی که مشخص می‌کند کدام یک از پروژه‌ها باید بودجه سرمایه‌گذاری را دریافت کنند تا ارزش شرکت افزایش یابد، و اینکه تأمین مالی برای پروژه‌های سرمایه‌گذاری از طریق حقوق صاحبان سهام صورت گیرد یا بدهی. سرمایه‌گذاری‌ها باید ارزش افزوده در آینده برای شرکت ایجاد کنند. پروژه‌هایی که ارزش شرکت را افزایش می‌دهند می‌توانند شامل طیف گسترده ایی از انواع مختلف پروژه‌ها مانند توسعه ایی، یا ادغام و اکتساب باشند اما به هیچ وجه تنها محدود به این موارد نمی‌شوند. زمانی که نه رشدی برای شرکت ممکن است نه توسعه ایی و وجوه مازاد نیز مورد نیاز نباشد در این صورت از مدیریت انتظار می‌رود که تمام یا قسمتی از سود را به صورت سود نقدی به سهامداران پرداخت کند یا از طریق این وجوه، سهام شرکت را بازخرید کند (در واقع برگرداندن پول به سهامداران).

## ساختار سرمایه
برای دستیابی به اهداف مالی شرکتی نیاز است که هرگونه سرمایه‌گذاری شرکت به‌طور مناسب تأمین مالی شود. منابع تأمین مالی به‌طور عام شامل خود سرمایه ایجاد شده توسط شرکت و وجوه تأمین شده از خارج شرکت است که از طریق انتشار بدهی یا سهام (و یا اوراق بهادار ترکیبی و قابل تبدیل) حاصل می‌شود. همان‌طور که در بالا گفته شد ترکیب تأمین مالی که برای ارزیابی شرکت مهم است بر هر دو نرخ بازده مورد قبول و جریانات نقدی شرکت (و بنابراین ریسک آن) تأثیر خواهد گذاشت. در اینجا نظر مرتبط وجود دارد:
- مدیران باید ترکیب بهینه تأمین مالی ساختار سرمایه را که منتج به افزایش ارزش شرکت می‌شود مشخص کنند،[۵] (مشاهده ترازنامه، wacc یا همان میانگین موزون هزینه سرمایه) اما باید سایر عوامل را نیز به حساب بیاورند. تأمین مالی یک پروژه از طریق بدهی منتج به یک بدهی یا تعهد می‌شود که باید تضمین شود، بنابراین پیامدهای مستقل درجه موفقیت پروژه، جریان نقدی را تضمین می‌کند. با توجه به تعهدات جریانات نقدی تأمین مالی از طریق حقوق صاحبان سهام مخاطره کمتری دارد، اما منتج به رقیق شدن مالکیت، کنترل و سود برای سهامداران می‌شود. هزینه حقوق صاحبان سهام به‌طور معمول بالاتر از هزینه بدهی است (منظور از هزینه همان نرخ بازده مورد انتظار سهامداران و بدهکاران است).

(به تئوری قیمت‌گذاری دارایی سرمایه ایی CAPM و آربیتراژ APT مشاهده شود)، علاوه بر این هزینه‌های قابل قبول مالیاتی و همچنین هزینه تأمین مالی از طریق سهام که ممکن است باعث افزایش نرخ بازده مورد انتظار شود، می‌تواند از طریق کاهش ریسک جریانات نقدی جبران شود.
- تعداد زیادی از تئوری‌ها در اینجا، در زیر چتر تئوری پوشش سقوط می‌کنند، در واقع در این تئوری شرکت‌ها فرض می‌کنند که در زمان انتخاب تخصیص منابع شرکت، مزایای مالیاتی بدهی با هزینه ورشکستگی بدهی پوشش داده می‌شود. به هر حال اقتصاد یک مجموعه از تئوری‌های مرتبط با چگونگی تخصیص منابع شرکت را بسط و گسترش داده است. یکی از اصلی‌ترین تئوری‌های مرتبط با چگونگی مدیریت شرکت‌ها بروی وجوه سرمایه ایی خود، تئوری سلسله مراتب است (ستیوارت می ارز)، که پیشنهاد می‌دهد شرکت‌ها از تأمین مالی خارجی جلوگیری کنند و در عین حال در صورت در دسترس بودن، تأمین مالی داخلی داشته باشند و از تأمین مالی از طریق حقوق صاحبان سهام (افزایش سرمایه) جلوگیری کنند و به‌طور منطقی در بدهی‌های جدید درگیر نرخ بهره کمتر بشوند. همچنین نظریه جایگزینی ساختار سرمایه فرض می‌کند که مدیران ساختار سرمایه را به منظور افزایش سود هر سهم دستکاری می‌کنند. در تئوری‌های مالی، ناحیه ایی تحت عنوان راست مالی در حال ظهور است که به وسیله آن بانک‌های سرمایه‌گذاری و شرکت‌ها می‌توانند ارزش شرکت و بازده سرمایه‌گذاری‌های خود را در هر زمان بر اساس اهداف سرمایه‌گذاری درست تعیین کنند که این اهداف عبارت هستند از: چهارچوب خط مشی‌ها، ساختار نهادی، منابع تأمین مالی (بدهی یا حقوق صاحبان سهام) و چهار چوب هزینه‌ها در یک اقتصاد و بازار است. یکی دیگر از نوآوری‌های اخیر در این ناحیه دیدگاه، زمان‌سنجی بازار است. این فرضیه از ادبیات مالی رفتاری برگرفته شده‌است، و این نظریه می‌گوید شرکت‌ها برای بدست آوردن ارزانترین نوع تأمین مالی بدون توجه به سطح جاری منابع داخلی از بدهی یا حقوق صاحبان سهام استفاده می‌کنند.